# The Mambo Kings (soundtrack)
Soundtrack The Mambo Kings je glazba koja se može čuti u istoimenom filmu. Film je snimljen po romanu The Mambo Kings Play Songs of Love, kojeg je napisao Oscar Hijuelos, dobitnik Pulitzerove nagrade 1990. godine. Pjesme na albumu pripadaju različitim stilovima mamba, rumbe, bolera i cha-cha-cha koje pjevaju i izvode zvijezde latinskoameričke glazbe: Tito Puente, Celia Cruz, Benny Moré, Johnny Pacheco i Arturo Sandoval, ali i globalno poznati izvođači koji imaju korijene u ovim stilovima poput Linde Ronstadt i Los Lobosa. 
Osim toga, nekoliko pjesama izvodi, the Mambo All-Stars, sastav sastavljen od profesionalnih studijskih glazbenika iz New Yorka i Los Angelesa. Skoro sve pjesme su snimljenje isključivo za film, koji je kao i roman pokušao dočarati zvuk kubanske glazbe 50-ih.
Diskografska kuća Elektra, izdaje 2000. novi soundtrack na kojem je dodan remix Tito Puentove pjesme "Ran Kan Kan" kao i nova verzija pjesme "Beautiful Maria of My Soul" koju je otpjevao Antonio Banderas s legendarnim kubanskim glazbenikom Compayom Segundoom koji je prije toga postao planetarno poznat za nastup u filmu Buena Vista Social Club.

## Lista pjesama
| Broj pjesme | Ime pjesme                   | Skladatelj/i                                             | Izvođač/i        | Trajanje |
| 1.          | "La Dicha Mía"               | Johnny Pacheco                                           | Celia Cruz       | 3:20     |
| 2.          | "Ran Kan Kan"                | T. Puente                                                | Tito Puente      | 2:50     |
| 3.          | "Cuban Pete"                 | José Norman                                              | Tito Puente      | 2:25     |
| 4.          | "Mambo Caliente"             | A. Sandoval                                              | Arturo Sandoval  | 3:26     |
| 5.          | "Quiéreme Mucho"             | Gonzalo Roig / Agustín Rodríguez                         | Linda Ronstadt   | 2:57     |
| 6.          | "Sunny Ray"                  | Ray Santos                                               | Mambo All-Stars  | 2:35     |
| 7.          | "Melao de Caña"              | Mercedes Pedroso                                         | Celia Cruz       | 2:51     |
| 8.          | "Beautiful Maria of My Soul" | Robert Kraft / Arne Glimcher                             | Antonio Banderas | 4:10     |
| 9.          | "Para los Rumberos"          | T. Puente                                                | Tito Puente      | 1:51     |
| 10.         | "Perfidia"                   | Alberto Domínguez                                        | Linda Ronstadt   | 3:41     |
| 11.         | "Guantanamera"               | Fernández / Orbón / Angulo, prema pjesmi od Joséa Martía | Celia Cruz       | 3:05     |
| 12.         | "Tea for Two"                | Vincent Youmans                                          | Mambo All-Stars  | 2:31     |
| 13.         | "Accidental Mambo"           | Carlos Franzetti                                         | Mambo All-Stars  | 1:23     |
| 14.         | "Cómo fue"                   | Ernesto Duarte                                           | Benny Moré       | 2:54     |
| 15.         | "Tanga, Rumba Afro-Cubana"   | Mario Bauza                                              | Mambo All-Stars  | 3:31     |
| 16.         | "Beautiful Maria of My Soul" | Robert Kraft / Arne Glimcher                             | Los Lobos        | 4:26     |

## Nominacije
- Academy Award

Beautiful Maria of My Soul (najbolja glazba, originalna pjesma)
Robert Kraft (glazba)
Arne Glimcher (tekst)
- Zlatni globus

Beautiful Maria of My Soul (najbolja originalna pjesma za film)
Robert Kraft (glazba)
Arne Glimcher (tekst)
- Grammy

Mambo Caliente (najbolja instrumentalna skladba za film )
Arturo Sandoval (skladatelj i izvođač)
Beautiful Maria of My Soul (najbolja originalna pjesma za film)
Robert Kraft (glazba)
Arne Glimcher (tekst)
Antonio Banderas (izvedba)
Ray Santos (aranžman)

## Vanjske poveznice
- IMDb entry